# Parque Garcia Sanabria
Parque Garcia Sanabria är en park i Spanien.   Den ligger i provinsen Provincia de Santa Cruz de Tenerife och regionen Kanarieöarna, i den sydvästra delen av landet, 1 800 km sydväst om huvudstaden Madrid. Parque Garcia Sanabria ligger 55 meter över havet.
Terrängen runt Parque Garcia Sanabria är kuperad. Havet är nära Parque Garcia Sanabria åt sydost. Närmaste större samhälle är Santa Cruz de Tenerife, 0,43 km söder om Parque Garcia Sanabria. Runt Parque Garcia Sanabria är det i huvudsak tätbebyggt.